# گنج علیا
گنج علیا یک روستا در ایران است که در شهرستان خوسف واقع شده‌است.